# Fiume Avon (Hampshire)
L'Avon è un fiume dell'Inghilterra meridionale. Nasce nel Wiltshire, attraversa la città di Salisbury e la contea dello Hampshire, per poi sfociare nel Canale della Manica presso Christchurch Harbour, nel Dorset.
Spesso viene chiamato anche Salisbury Avon o Hampshire Avon per distinguerlo da altri corsi d'acqua omonimi.
È uno dei fiumi delle isole britanniche nel quale si verifica il fenomeno del ghiaccio ancorato. Si ritiene che il fiume Avon contenga una quantità di specie diverse di pesci più di ogni altro fiume in Gran Bretagna.

## Corso
L'Avon inizia con due rami come se fossero fiumi indipendenti. La sorgente del ramo occidentale si trova ad ovest di Devizes e raccoglie le acque della valle di Pewsey mentre il ramo orientale nasce proprio ad est di Pewsey. I due rami si uniscono ad Upavon e scendono verso sud attraversando la piana di Salisbury, bagnando Durrington, Amesbury e la stessa Salisbury. A sud di Salisbury l'Avon entra nel bacino dello Hampshire, scorrendo lungo il bordo occidentale della New Forest attraverso Fordingbridge e Ringwood, incrociando quindi il fiume Stour a Christchurch, per entrare nel Christchurch Harbour e quindi nella Manica a Mudeford.
Tutti gli affluenti più significativi dell'Avon, quali il Nadder, il Bourne, il Wylye e l'Ebble confluiscono nell'Avon a breve distanza da Salisbury.
L'Avon scorre per circa metà del suo corso all'interno della Wiltshire e solo parti relativamente brevi del corso si trovano interamente all'interno dello Hampshire o del Dorset.
Per parte del suo percorso l'Avon segna il confine fra Dorset ed Hampshire e prima dell'entrata in vigore della legge del 1972 per il riordino dei governi locali, la parte che ora segna il confine fra i due distretti scorreva interamente nel territorio dello Hampshire.
Poiché vi sono due fiumi nel Wiltshire, che si chiamano Avon, quella più popolarmente nota come Avon dello Hampshire (o di Salisbury) prese il nome ufficiale di Avon dello Hampshire.

## Diritti di utilizzo

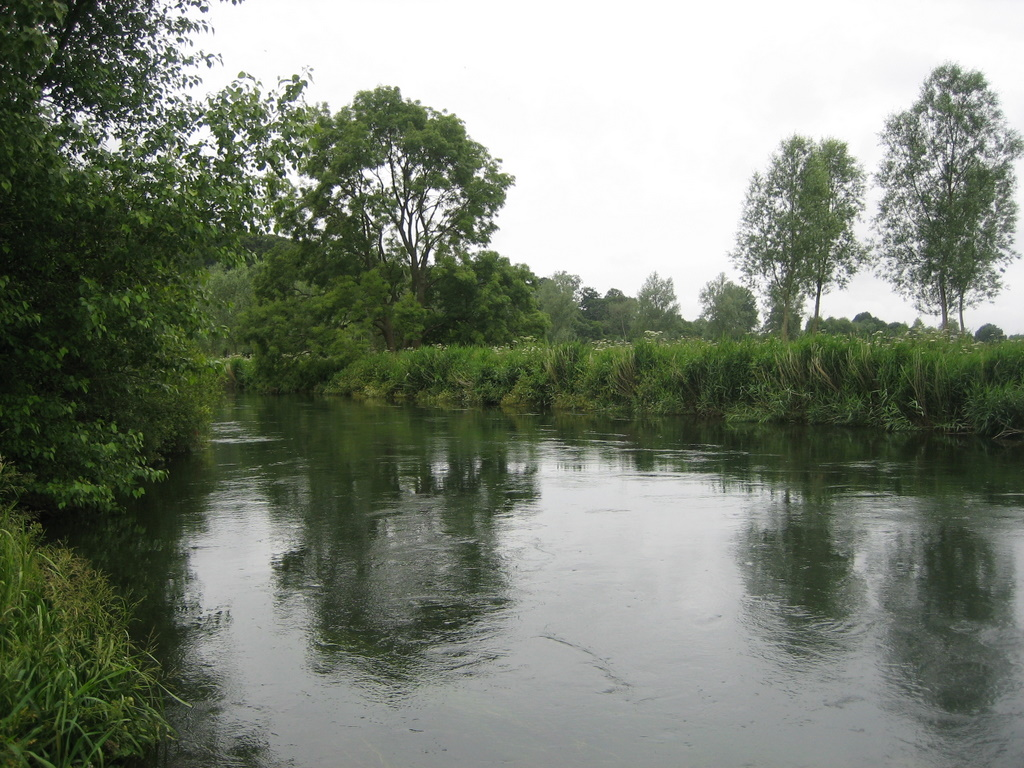
Veduta del fiume Avon nello Hampshire presso Fordingbridge.

I canoisti che cercano un legittimo accesso al fiume Avon, hanno riscoperto una norma, a lungo dimenticata, in loro favore. La "Legge per rendere navigabile il fiume Avon da Christchurch alla città di Nuova Sarum" (Act for making the River Avon navigable from to the city of New Sarum) entrò in vigore nel 1664 sotto Carlo II. Questa legge non venne mai abolita, dunque è tuttora vigente e concede quindi il diritto di navigazione.
Alcune cause riguardanti la perdita dei diritti di navigazione sul fiume Avon vennero discusse nel XVIII secolo. Ve ne fu una nel 1737 ed un'altra ebbe luogo nel 1772.

## Località attraversate
Wiltshire
- Valle superiore dell'Avon:
  - Upavon, Chisenbury Est ed Ovest, Enford, Coombe, Fittleton, Haxton, Netheravon, Figheldean, Milston, Durrington, Bulford, Amesbury
- Valle di Woodford
  - West Amesbury, Wilsford cum Lake, Great Durnford, The Woodfords, Little Durnford
- Salisbury:
  - Stratford-sub-Castle, Salisbury
- Wiltshire Watermeadows:
  - Britford, Bodenham, Charlton All Saints, Downton

Hampshire
- - Breamore, Fordingbridge, Bickton, Ibsley, Ringwood, Sopley

Dorset
- - St Ives, Avon Castle, Burton, Christchurch

## Attività di conservazione
Un progetto della durata di quattro anni, chiamato STREAM, ebbe inizio nel 2005. Si è trattato di un progetto del valore di un milione di sterline a favore degli habitat di specie botaniche ed ittiche quali: ranuncoli, salmoni dell'Atlantico, lamprede di mare, lamprede di ruscello, scazzoni, canapiglie e cigni minori.
Vi è anche un progetto connesso chiamato Living River in corso dal 2006 al 2010, volto a creare un miglior accesso al fiume ed al diporto, insieme al mantenimento della biodiversità.
Entrambi i progetti sono stati ridimensionati per il 2009 in concorrenza con altri quattro progetti: Fiume giallo in Cina, Lago Simcoe in Canada, il Polochic Basin in Guatemala ed il Lower Owens River negli USA.